# Gerald Dino
Gerald Nicholas Dino (* 11. Januar 1940 in Binghamton, New York; † 14. November 2020 in Phoenix, Arizona) war ein US-amerikanischer Geistlicher und ruthenisch griechisch-katholischer Bischof von Phoenix.

## Leben
Gerald Dino wurde im Bundesstaat New York geboren; seine Vorfahren waren aus den ostslowakischen Dörfern Habura und Čertižné nach Amerika gekommen. Dino studierte am byzantinisch-katholischen Priesterseminar Saints Cyril and Methodius. Am 21. März 1965 empfing er von Bischof Stephen John Kocisko das Sakrament der Priesterweihe für die Eparchie Passaic. Er arbeitete in mehreren Pfarreien der Eparchie Passaic und setzte von 1970 bis 1972 seine Studien am Päpstlichen Orientalischen Institut in Rom fort. Von 1973 bis 1979 war er Dekan des Seminars Saints Cyril and Methodius in Pittsburgh, wo er unter anderem Patrologie lehrte. Er war langjähriger Pfarrer der Gemeinde Saint George in Linden (New Jersey) in der Eparchie Passaic.
Am 6. Dezember 2007 ernannte ihn Papst Benedikt XVI. zum Bischof der Eparchie Van Nuys. Der Erzbischof der Erzeparchie Pittsburgh, Basil Myron Schott OFM, spendete ihm am 27. März 2008 die Bischofsweihe; Mitkonsekratoren waren der emeritierte Bischof der Eparchie Passaic, Andrew Pataki, und der Bischof der Eparchie Passaic, William Skurla. 2009 erfolgte mit Umfirmierung der Eparchie Van Nuys die Ernennung zum Bischof der Eparchie Phoenix.
Papst Franziskus nahm am 7. Mai 2016 seinen altersbedingten Rücktritt an.